# Cougar (Washington)
Cougar es un área no incorporada ubicada en el condado de Cowlitz en el estado estadounidense de Washington.

## Geografía
Cougar se encuentra ubicado en las coordenadas 46°3′0″N 122°17′56″O / 46.05000, -122.29889.